# COPD Assessment Test
Der COPD Assessment Test (CAT) ist ein Fragebogen für Patienten mit Chronisch obstruktiver Lungenerkrankung (COPD), mit dessen Ausfüllung ihre Symptomatik in Form von Punktwerten (0–40) quantifiziert werden kann. Er ist ein seit 2009 eingetragenes Warenzeichen der GlaxoSmithKline-Unternehmensgruppe und bei der Bestimmung der COPD-Schweregrade eine Alternative zum mMRC. In dem Test beurteilen die Patienten,
- wie oft sie husten
- wie verschleimt sie sind
- inwiefern ein Engegefühl in der Brust zu spüren ist
- ob sie beim Treppensteigen außer Atem kommen
- inwiefern sie bei häuslichen Aktivitäten eingeschränkt sind
- inwiefern sie Bedenken haben, trotz ihrer Lungenerkrankung das Haus zu verlassen
- wie gut sie schlafen
- wie viel Energie sie haben

Je stärker die Symptome sind, desto größer sind die Punktwerte (jeweils maximal 5 Punkte). Liegen die Werte in ihrer Summe bei 10 oder darüber, spricht man von vermehrten COPD-Symptomen. Nach der aktuellen GOLD-Leitlinie liegt in diesem Fall der Schweregrad B (bei niedrigem Risiko für COPD-Exazerbationen) beziehungsweise D (bei hohem Risiko) vor. Der CAT wird in Zulassungsstudien ebenso eingesetzt wie in der Erfolgskontrolle der COPD-Therapie in Lungenarztpraxen. Er ist auch für das Selbstmanagement von COPD-Patienten geeignet, die nach eigener Auswertung des Tests im Rahmen der ärztlichen Vorgaben ihre Therapie anpassen oder einen Arztbesuch in die Wege leiten können. Der CAT soll Eingang in die künftige Nationale Versorgungsleitlinie COPD finden.